# Kermes szetshuanensis
Kermes szetshuanensis är en insektsart som först beskrevs av Borchsenius 1960.  Kermes szetshuanensis ingår i släktet Kermes och familjen eksköldlöss. Inga underarter finns listade i Catalogue of Life.